# Метревели, Роин Викторович
Роин Викторович Метревели (груз. როინ ვიქტორის ძე მეტრეველი, род. 7 декабря 1939, Абастумани, Самцхе-Джавахети) — грузинский историк-медиевист, академик (1993) и президент (2023) Академии наук Грузии. Ректор Тбилисского государственного университета с 1991 по 2004 годы. Заслуженный деятель науки Абхазии (1996). Почётный гражданин Тбилиси (1999).

## Биография
В 1957 году окончил среднюю школу в Кутаиси. В том же году поступил на исторический факультет ТГУ, который окончил в 1962 году.
В 1965 году защитил кандидатскую диссертацию «Государственные реформы в Грузии первой четверти XII века». С того же года начал читать лекции в ТГУ. В 1969 году был избран заведующим кафедрой истории Грузии.
Вместе с научно-педагогической деятельностью в указанный период, активно занимался общественной и политической деятельностью. В 1960—1972 годах был секретарем, затем первым секретарем Центрального комитета комсомола Грузии, заведовал отделом организационно-партийной работы Центрального комитета Коммунистической партии Грузии, кандидат в члены Президиума.
В 1972 году назначен заместителем главного редактора Грузинской советской энциклопедии.
В 1974 году защитил докторскую диссертацию «Вопросы внутриклассовой борьбы в феодальной Грузии». В 1986—1988 годах был ректором Тбилисского педагогического института им. А. С. Пушкина. С 1 ноября 1988 года — член-корреспондент и академик-секретарь отделения общественных наук Академии наук Грузии. В тот же период он введён в Президиум Академии наук.
С 1990 года является редактором журнала «Мацне» Академии наук (серия истории, археологии, этнографии и истории искусств).
14 октября 1991 года Метревели был назначен ректором Тбилисского государственного университета. В период его ректорства, в 1992 году университет восстановил статус автономного учреждения высшего образования, которое было утрачено после 1926 года. 18 апреля 1992 года Метревели был избран ректором Тбилисского государственного университета, а в 1997 году переизбран ректором на второй срок. На этой должности он пробыл до 2004 года.
В 1993 году был избран действительным членом Академии наук Грузии, с 2007 года — академик-секретарь отделения общественных наук, с 2013 года — вице-президент. 7 июня 2023 года на общем собрании членов академии выбран президентом НАН Грузии. Многие считают его одним из самых коррумпированных руководителей образования в истории Грузии.